# Hoplitis gleasoni
Hoplitis gleasoni är en biart som först beskrevs av Stephen J. Titus 1904. Den ingår i släktet gnagbin och familjen buksamlarbin. Inga underarter finns listade i Catalogue of Life.

## Beskrivning
Hanen har helt svart grundfärg, med ljus behåring som är gles utom på clypeus, där den helt täcker ytan. På den i övrigt nästan hårlösa bakkroppen har tergiterna 1 till 4 vitaktiga hårband längs bakkanterna. Mandiblerna har två tänder vardera, medan vingarna är halvgenomskinliga med gråbruna ribbor och brunsvarta vingfästen. Kroppslängden är strax över 6 mm. Honan är nästan identisk med Hoplitis simplex, med mandibler med tre tänder vardera, tunn, ljus behåring som blir tjockare kring antennerna, ansiktets nederdel och delvis även på mellankroppen, samt på bakkroppen som hos hanen. Kroppslängden är från 6,5 till 8 mm.

## Taxonomi
Biets artstatus har ifrågasatts av forskare som menar att taxonet endast är en synonym till Hoplitis simplex. Bland annat det faktum att honan hos H. gleasoni är identisk med honan hos H. simplex har anförts som argument.

## Utbredning
Hoplitis gleasoni förekommer i USA från Texas till Illinois och New Jersey.

## Ekologi
Som alla gnagbin är arten solitärt (icke-socialt); honan ansvarar själv för avkommans omsorg.
Arten är polylektisk, den flyger till blommande växter från flera familjer: Näveväxter som nävesläktet, strävbladiga växter som faceliasläktet och rosväxter som hallonsläktet. Flygtiden varar från mars till maj.